# Gut Sierhagen

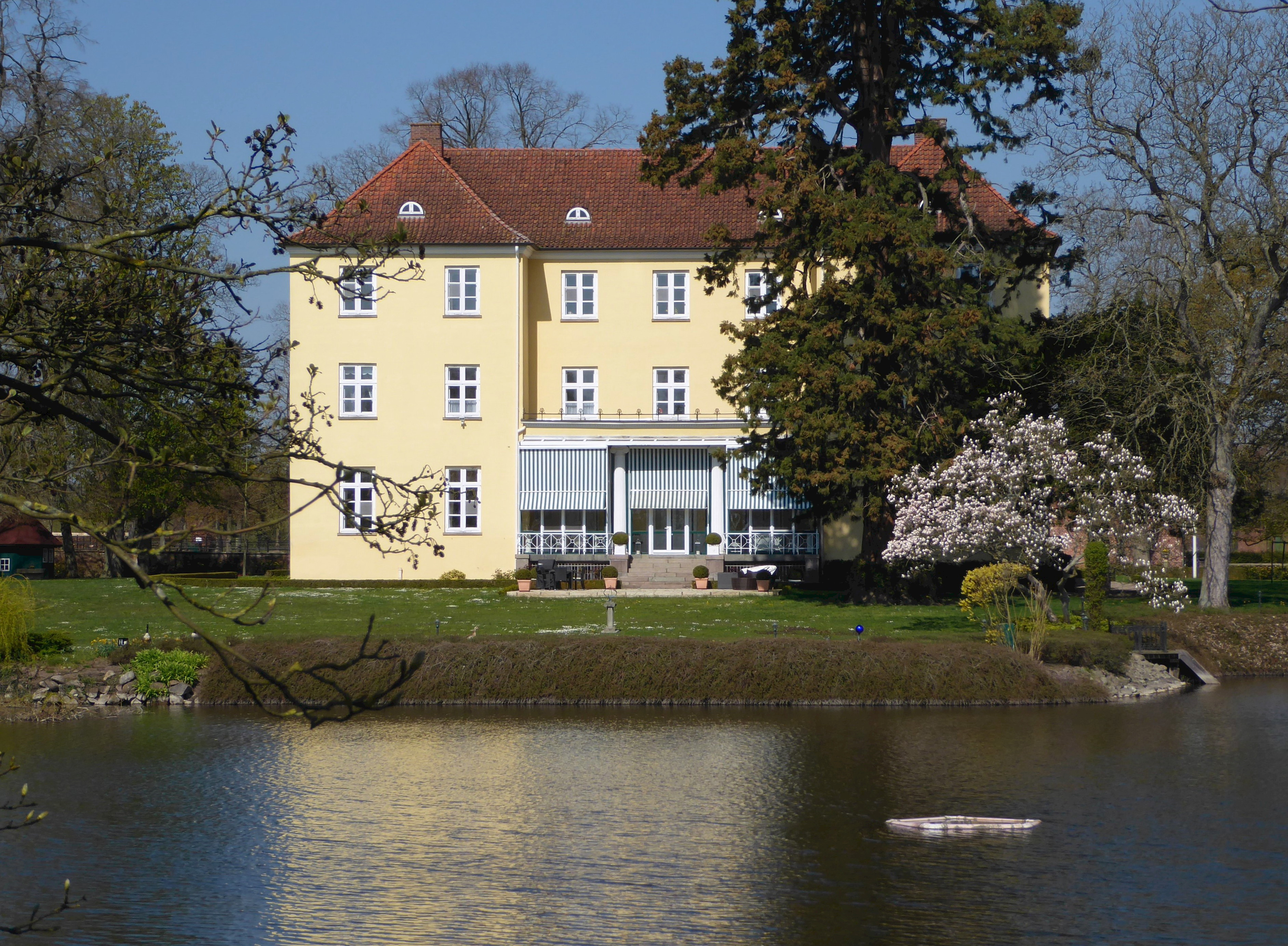
Herrenhaus Sierhagen Südseite

Das Gut Sierhagen, ursprünglich die wendische Adelsburg Syra, bzw. Zyra, ist ein Gut in der Gemeinde Altenkrempe bei Neustadt in Holstein in der Neustädter Bucht. Die erste Erwähnung von Sierhagen (Syra) erfolgte im 12. Jahrhundert.

## Geschichte

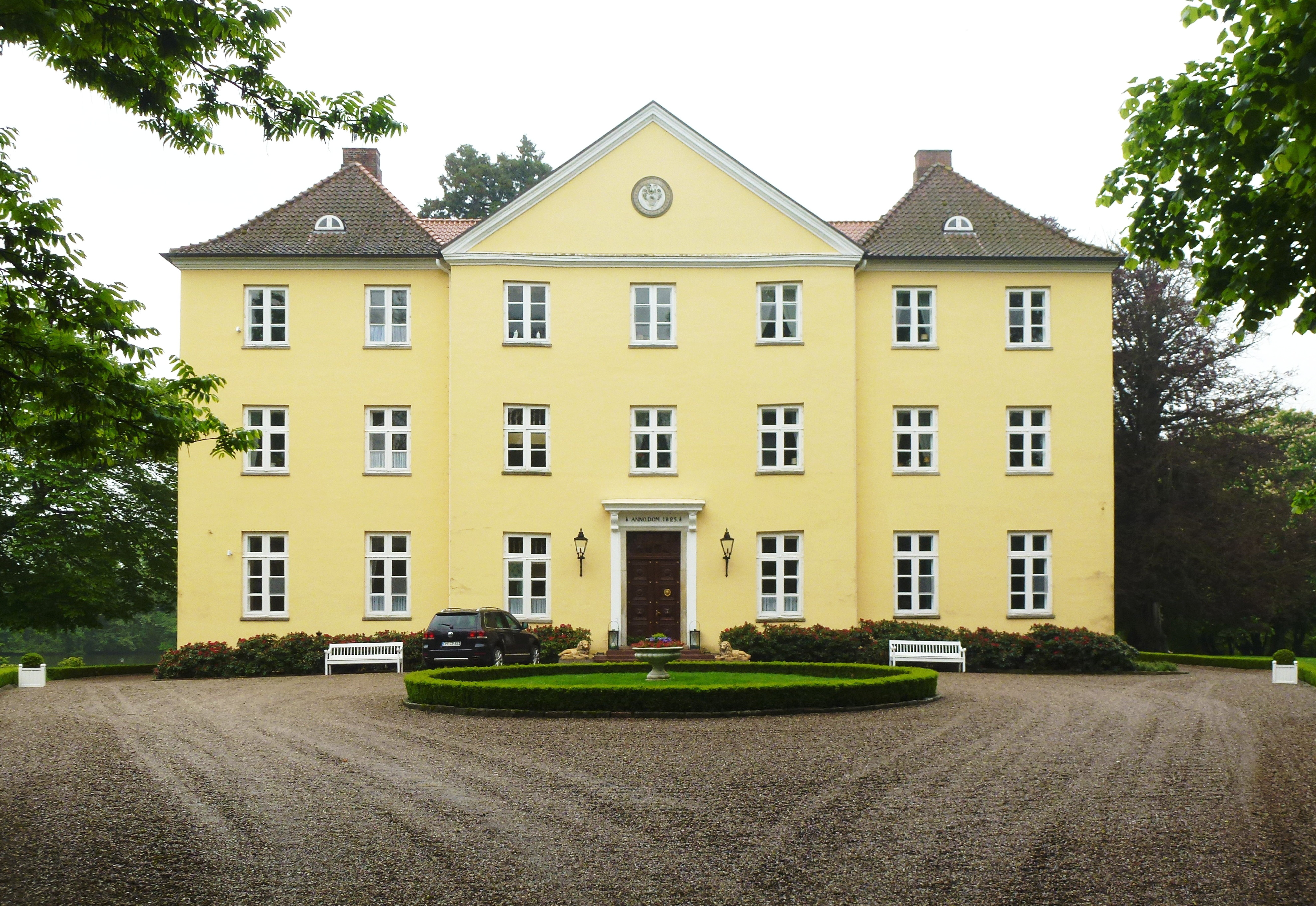
Herrenhaus Sierhagen Nordseite

Um 1304 war Syra im Besitz von Volrad und seinen Brüdern aus dem Geschlecht der Syra. Um 1316 heißt es in einer Lübecker Urkunde, dass die „Feste Syraa“ im Besitz der „mächtigen Ritter Marquard und Eccard von Westensee“ sei, die durch ein von Gerhard III. zugeteiltes Lehen auch im Besitz von Grömitz, Körnik und dem halben Schlammin (Stamm der Edlen vom Westensee, altes führendes Geschlecht der Holsaten, mit einem Eichhörnchen im Wappen) waren.
Vom Mittelalter bis über die Mitte des 17. Jahrhunderts hinaus war Gut Sierhagen mit kleineren Unterbrechungen im Besitz der schleswig-holsteinischen Adelsfamilie Buchwaldt. 1666 waren die Grafen Dernath für zwei Generationen Herren auf Sierhagen. Ihnen folgte 1730 das Adelsgeschlecht Brockdorff nach. 1765 erwarb Wulf Heinrich von Thienen Sierhagen, der es später an die Plessen (später Scheel von Plessen oder Scheel-Plessen) vererbte, in deren Besitz es seit 1809 ist. Auf dem Gut wurden Carl von Scheel-Plessen und Victor Baron von Plessen geboren. Die Familie, so Carl Gabriel Graf von Scheel-Plessen, zuletzt auch Carl-Alexander Graf von Scheel-Plessen-Sierhagen (1942–2022), und ihre Nachfahren betreiben weiterhin den heutigen Gutsbetrieb.

## Bauten und Anlagen

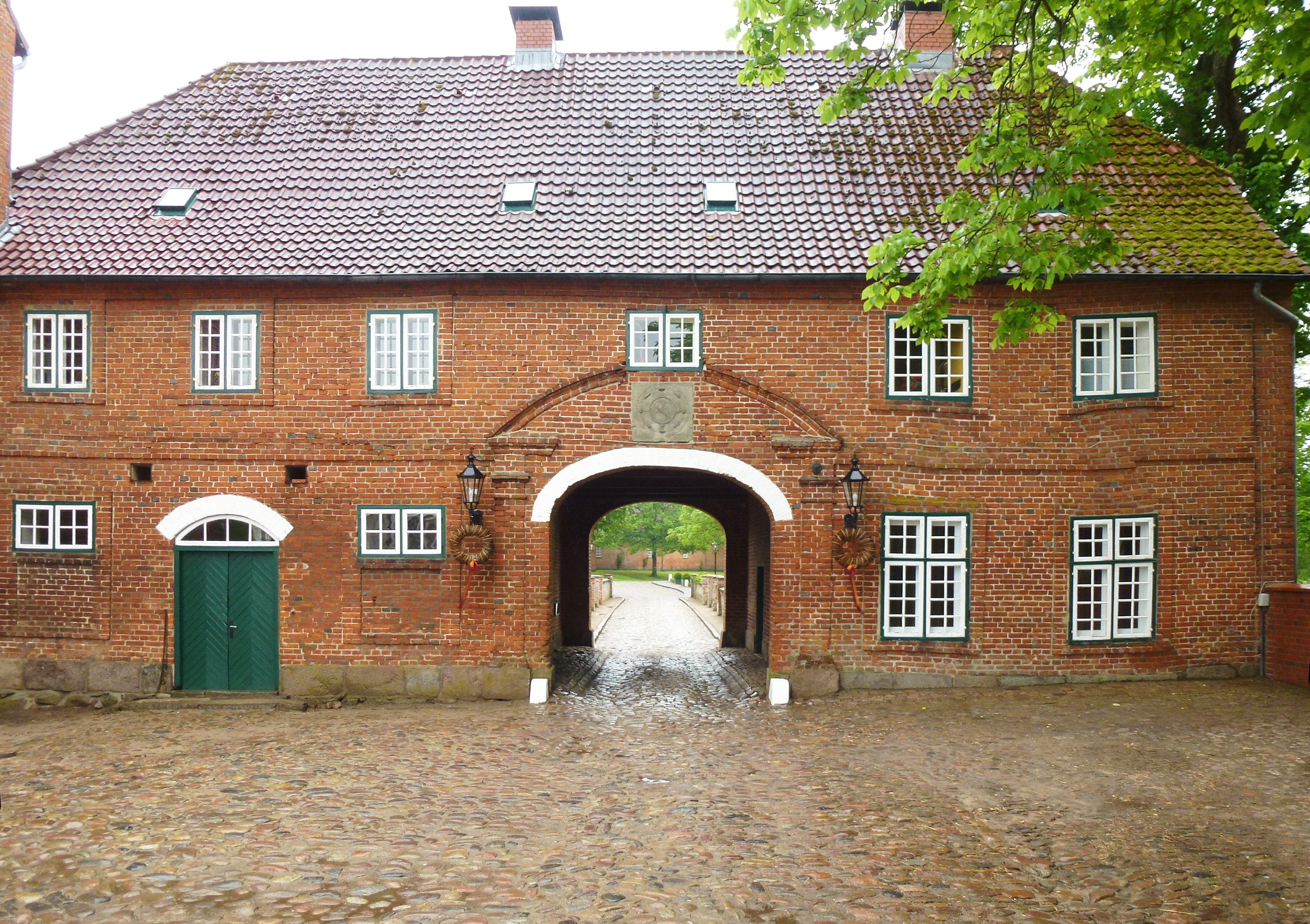
Das Torhaus

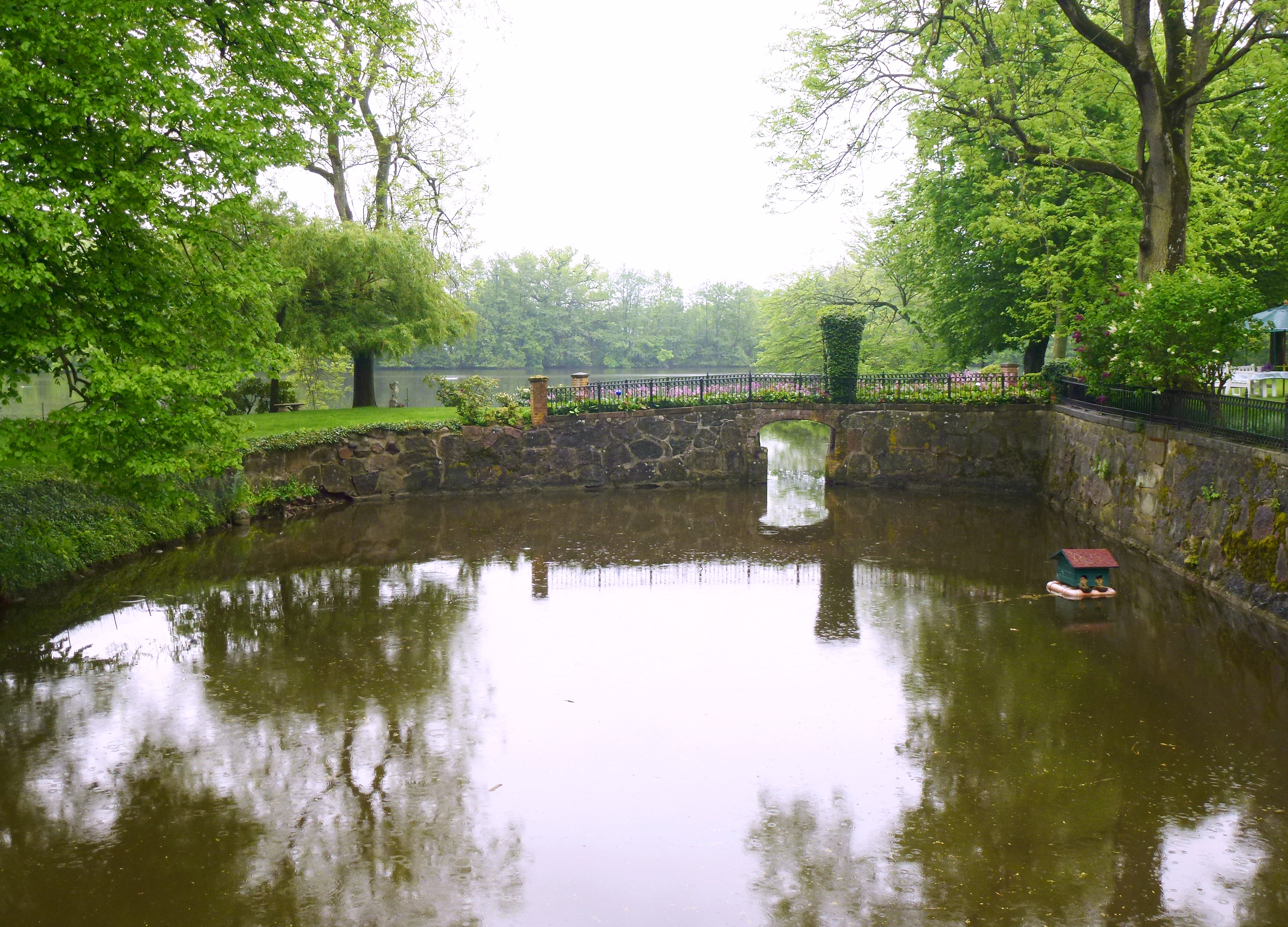
Wassergraben und Brücke

Die Gutsanlage besteht aus einem rechteckigen, von Wassergräben umgebenen Hof von ca. 100 m × 50 m, der von vier Gebäuden umstanden ist und im Südwesten und Osten durch Torhäuser (von 1738 bzw. 1857) zugänglich ist. Im Südosten der Anlage befindet sich, leicht abgesetzt von den Hofgebäuden das klassizistische Herrenhaus – ein rechteckiger, dreigeschossiger Bau mit einem gegliederten Walmdach und zentralem Giebel. Bei dem Herrenhaus handelte es sich ursprünglich um ein für Holstein typisches Doppelhaus, das 1825 unter dem Hamburger Architekten Alexis de Chateauneuf in klassizistischem Stil umgebaut wurde. Die für den Gutsbetrieb erforderlichen Scheunen befinden sich außerhalb des eigentlichen Hofgeländes und wurden um 1880 gebaut.
Das Gut Sierhagen umfasst eine Fläche von etwa 1.650 Hektar und wird von Carl-Christian von Scheel-Plessen geführt. Die Anlage steht der Öffentlichkeit nicht zur Verfügung, ist jedoch gelegentlich Schauplatz von verschiedenen öffentlichen Veranstaltungen. Der außerhalb des Gutsgeländes gelegene Eisberg bei Sierhagen ist ein jungsteinzeitlicher Grabhügel.
Gut Sierhagen war die Kulisse der Verfilmung des Romans Jauche und Levkojen von Christine Brückner aus dem Jahr 1978.